# كامبي
كامبي هي بلدية في البرازيل، تتبع بارانا، بلغ عدد سكانها 96٬733  نسمة، في 2010، تبلغ مساحتها 494٫692 كيلومتر مربع.

## الموقع
تشترك في الحدود مع:
- لوندرينا.

## أعلام
- كايو سيكو